# Santiago de Gebara
Santiago de Guevara – hiszpański żeglarz, który jako pierwszy w 1526 roku opłynął zachodnie wybrzeża Ameryki Południowej. 
Santiago de Geuvara dowodził małym statkiem Santiago. Jego okręt wchodził w skład grupy czterech innych okrętów, które pod dowództwem Garcíi Jofre'a Loaysa miały płynąć drogą Ferdynanda Magellana na Moluki. Ekspedycja miała zbrojnie rozstrzygnąć spór o te wyspy z Portugalią. W kwietniu 1526 roku, po dwukrotnej próbie okręty sforsowały Cieśninę Magellana i wypłynęły na Ocean Spokojny. 1 lipca flota wpadła w silny sztorm wynikiem czego jeden okręt zatonął a Santiago oddalił się od pozostałych statków.
Gebara zawrócił swój okręt w stronę Panamy, żeglując wzdłuż nieznanych wówczas zachodnich brzegów kontynentu. W ciągu siedmiu tygodni, dzięki sprzyjających prądom (Prąd Peruwiański), przepłynął 4200 mil morskich i 25 lipca 1526 roku dotarł do brzegów Przesmyku Tehuatepec w Nowej Hiszpanii. 
Dokonanie i szczegóły żeglugi Santiago de Gebary, wzbudziło zainteresowanie w Nowej Hiszpanii jak i u Hernána Cortésa, który po zdobyciu państwa Azteków szykował swoją wyprawę do Wysp Korzennych.
Jego rejs dostarczył pierwszych informacji o przebiegu zachodniego brzegu Ameryki Południowej co umożliwiło określenie prawdziwych kształtów kontynentu. 